# Blackwall (Londen)
Blackwall is een wijk in het Londense bestuurlijke gebied Tower Hamlets, in het oosten van de regio Groot-Londen.

## Galerij

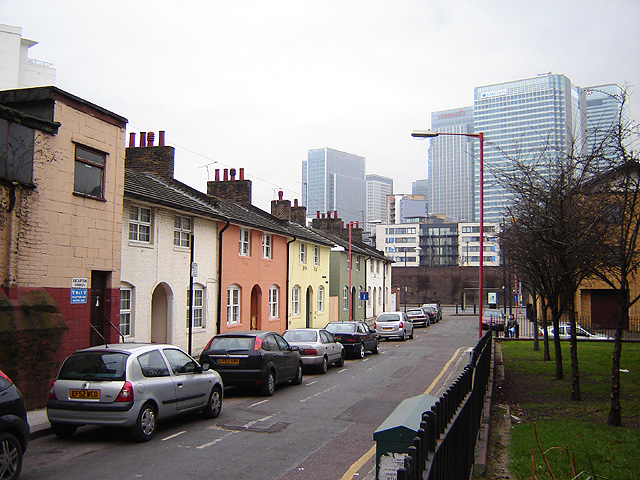
Straat in Blackwall